# Emiliano Mercado del Toro
Emiliano Mercado del Toro, född 21 augusti 1891 i Cabo Rojo, Puerto Rico, död 24 januari 2007 i Isabela, Puerto Rico, var en amerikansk (puertoricansk) lantbrukare, militär och krigsveteran från första världskriget och då han avled 115 år och 156 dagar gammal världens äldsta puertorican och krigsveteran någonsin, den yngsta av endast två män som levt till minst 115 års ålder efter dansk-amerikanen Christian Mortensen (tre sedan japanen Jiroemon Kimura passerade om både honom och Mortensen under 2012) och den femte av hittills endast sju män som levt till minst 114 års ålder (om man bortser från japanen Shigechiyo Izumi vars påstådda ålder av 120 år och 237 dagar ifrågasatts), samt världens äldsta levande person i över sex veckor, vilket är mycket ovanligt för en man eftersom den äldsta levande människan i de flesta fall är en kvinna.

## Biografi
Mercado del Toro föddes i Cabo Rojo, Puerto Rico (då tillhörande det spanska imperiet), den 21 augusti 1891 som son till Delfín Mercado Cáceres och Gumercinda del Toro Padilla. Han var aldrig gift men påstod sig ha haft tre "flickvänner". Han arbetade som sockerrörsodlare till 81 års ålder. Enligt honom själv var orsakerna till hans långa liv polenta, majs, torsk och mjölk vilket han åt/drack varje dag.
Mercado del Toro var ett barn när USA invaderade Puerto Rico under det spansk-amerikanska kriget. Han inkallades till den amerikanska armén hösten 1918 för att delta i första världskriget som emellertid upphörde 11 november det året medan han ännu deltog i ett förberedande övningsläger i Panama. Med anledning av 75-årsminnet av första världskrigets slut 1993 förärades han en medalj av Bill Clinton.
Mercado del Toro blev världens äldsta levande man efter amerikanen Fred Hales död den 19 november 2004 och även äldsta levande person efter amerikanskan Elizabeth Boldens död den 11 december 2006, och den äldsta levande kvinnan blev kanadensiskan Julie Winnefred Bertrand som var en månad yngre än honom och avled bara sex dagar före honom 115 år och 124 dagar gammal. Efter hans död blev världens äldsta levande person den över ett år yngre amerikanskan Emma Tillman, som avled bara fyra dagar senare, följd av japanskan Yone Minagawa och världens äldsta levande man japanen Tomoji Tanabe som var över fyra år yngre.
Mercado del Toro och Winnefred Bertrand var de sista levande människorna födda före 1892.